# Nenning
Nenning is een rivier in Beleriand uit het werk van J.R.R. Tolkien.
De Nenning stroomt door West-Beleriand en mondt bij de haven van Eglarest uit in de zee.